# Maïté Bernard
Pour les articles homonymes, voir Bernard.
Œuvres principales
Fantômes
Maïté Bernard, née le 11 septembre 1970 à Nîmes, est une autrice de roman pour les adultes et pour les adolescents.

## Biographie
Elle passe son enfance à Saint Julien de Peyrolas, dans le Gard. Elle a 13 ans quand sa famille déménage à Buenos Aires, en Argentine, où elle poursuit ses études au Lycée franco-argentin Jean Mermoz. Pendant sa jeunesse, elle voyage beaucoup sur le continent sud-américain. À 20 ans, elle s'installe dans le Michigan, afin de poursuivre ses études à Michigan state university. Elle travaille ensuite à New York pour y promouvoir la musique française. De retour en France, elle s'inscrit à La Sorbonne, à Paris, et obtient un DEA (diplôme d'études approfondies) sur les écrivains du Boom latino-américain, Mario Vargas Llosa, Garcia Marquez, Jorge Luis Borges, Julio Cortazar. Plus tard, elle passe une licence d'italien à l'Université Paul-Valéry-Montpellier avant de consacrer son master à la peintre italienne Sofonisba Anguissola.
Gallimard publie son premier roman policier sur la guerre d'Algérie, Fantômes, dans la collection Série noire, qui remporte le Prix du meilleur polar francophone 2003. Elle écrira ensuite par deux fois sur l'Argentine, d'abord Et toujours en été, paru aux  Éditions Le Passage, et Manuel de savoir-vivre en cas de révolution, roman policier historique qui se passe pendant la célèbre Révolution de mai qui vit le vice-royaume du Rio de la Plata prendre son indépendance de la couronne espagnole et devenir l'Argentine.
Elle y joue habilement des codes des whodunit à la Agatha Christie, comme elle avait joué avec les références au Faucon maltais de Dashiel Hammett dans Même pas Malte.
En 2023, elle collabore avec le commandant de police et écrivain Christophe Guillaumot pour écrire la comédie policière Petits désordres, qui se moque avec bienveillance du wokisme.
Elle est également l'auteur d'une série de littérature d'enfance et de jeunesse chez Syros ayant pour héroïne la jeune Ava.

## Œuvre

### Romans
- Fantômes, Paris, Gallimard, coll. « Série noire » no 2659, 2002
- Nîmes-Santiago, éditions Le Passage, coll. « Polarchives », 2004
- Et toujours en été, éditions Le Passage, 2007
- Monsieur Madone, éditions Le Passage, 2009 ; réédition, Paris, Pocket no 14527, 2011
- Même pas Malte, éditions Baleine, coll. « Le Poulpe » no 263, 2009
- Petits Désordres, éditions Liana Lévi, 2023

### Ouvrages de littérature d'enfance et de jeunesse

#### SérieAva
- Ava préfère les fantômes, éditions Syros, 2012
- Ava préfère se battre, éditions Syros, 2013
- La mort préfère Ava, éditions Syros, 2013
- Ava préfère l'amour, éditions Syros, 2014
- Ava s'en va, éditions Syros, 2015

#### Autres ouvrages de littérature d'enfance et de jeunesse
- Un cactus à Versailles, éditions Syros, coll. « Tempo + », 2009
- Trois baisers, éditions Syros, coll. « Tempo + », 2010
- Paris est tout petit[6], édition Syros, 2018
- Autobiographie d'une licorne[7]; éditions Syros, 2020

## Récompenses et distinctions
- Prix du meilleur polar francophone 2003 pour Fantômes